# Malcolm Arnold
Malcolm Henry Arnold (Northampton, 21 ottobre 1921 – Norwich, 23 settembre 2006) è stato un compositore, direttore d'orchestra e trombettista inglese.

## Biografia
Dall'età di 17 anni studiò al Royal College of Music di Londra, frequentando i corsi di Composizione con Gordon Jacob e di tromba con Ernest Hall. Nel 1941 vinse il Premio "Cobbet" per la composizione e entrò come Terza Tromba nella London Philharmonic Orchestra, di cui divenne Prima Tromba nel 1942. Durante la guerra fu esonerato dal servizio militare per la sua valenza musicale e dopo una stagione nel 1944 alla BBC Symphony ritornò alla LPO nel 1946. Ma già in questi anni alla carriera di strumentista si era affiancata quella di compositore, producendo un catalogo di brani attraenti, come la Beckus the Dandipratt comedy ouverture Op.5 (1943), registrata nel 1948 dalla LPO sotto la direzione del Direttore Principale Eduard van Beinum.
Sempre nel 1948 vinse la Mendelssohn Scholarship, che gli permise di passare un anno in Italia. Al suo ritorno, decise di concentrarsi interamente alla composizione. La sua esperienza come professore d'orchestra gli fu d'aiuto nella composizione e nell'orchestrazione: si costruì rapidamente una reputazione di compositore fluente e versatile, ma anche di brillante orchestratore.
Più che al cinema, con oltre 90 partiture originali e un totale di 132 colonne sonore, Arnold preferì l'opera concertistica. Nella sua produzione ha scritto brani per quasi ogni genere, per dilettanti e per professionisti, comprendendo nove sinfonie, cinque balletti, due opere, venti concerti, ouverture e danze orchestrali, due quartetti d'archi, musica da camera, musica corale, cicli di canzoni, brani per fiati e gruppi d'ottoni. La caratteristica delle sue partiture cinematografiche sta nella musica a blocco unico, senza presenza di temi aggiuntivi nelle varie situazioni, ma di sviluppo tonale del tema conduttore.
Nel 1958 la colonna sonora del film La locanda della sesta felicità gli fruttò l'Ivor Novello Awards e quella per Il ponte sul fiume Kwai il Premio Oscar. In realtà, il motivo più celebre del film, quello fischiettato dai prigionieri di guerra, si chiama Colonel Bogey March ed è stato scritto nel 1914 da Kenneth J. Alford (al secolo Frederick Joseph Ricketts e conosciuto come The British March King), mentre Malcolm Arnold scrisse una contromelodia (nota come The River Kwai March) che nel film viene suonata dall'orchestra, fuori dallo schermo. Una parte del successo della colonna sonora è da ricercare nel fatto che, durante la Seconda guerra mondiale, la melodia di Alford aveva simboleggiato il coraggio e la dignità britannica, anche a fronte di un testo offensivo nei confronti di Hitler (Hitler Has Only Got One Ball).

## Curiosità
Il 24 settembre del 1969 ha diretto la Royal Philharmonic Orchestra nel famoso concerto dei Deep Purple (Concerto for Group and Orchestra) tenutosi nella Royal Albert Hall a Londra.

## Filmografia
- The Holly and the Ivy, regia di George More O'Ferrall (1952)
- Nel 2000 non sorge il sole (1984), regia di Michael Anderson (1956)
- Il ponte sul fiume Kwai (The Bridge on River Kwai), regia di David Lean (1957)
- La locanda della sesta felicità (The Inn of the Sixth Happiness), regia di Mark Robson (1958)
- La chiave (The Key), regia di Carol Reed (1958)
- Improvvisamente, l'estate scorsa (Suddenly, Last Summer), regia di Joseph L. Mankiewicz (1959)
- Concerto for Group and Orchestra (1969)

## Onorificenze
- 1969 - Bard of the Cornish Gorseth
- 1970 - CBE
- 1983 - Fellow of the Royal College of Music
- 1983 - Honorary R.A.M
- 1985 - Hon. F.T.C.L.
- 1985 - Ivor Novello Award per "Outstanding Services to British Music"
- 1985 - Wavendon Award
- 1993 - knighthood in the New Year’s Honours List for his services to music.

Laurea Honoris Causa in Musica dalle Università di Exeter, Durham, Leicester, Miami University di Oxford, Ohio.
Il primo Malcolm Arnold Festival ha avuto luogo nell’ottobre 2006 al Royal and Derngate Theatre di Northampton.